# Baerenthal
Baerenthal é uma comuna francesa na região administrativa de Grande Leste, no departamento de Mosela. Estende-se por uma área de 39,19 km². Em 2010 a comuna tinha 785 habitantes (densidade: 20 hab./km²).